# Zagorica pri Velikem Gabru
Zagorica pri Velikem Gabru este o localitate din comuna Trebnje, Slovenia, cu o populație de 229 de locuitori.